# 沃尔特·厄尔曼
沃尔特·厄尔曼（1910年11月29日—1983年1月18日）是一位奥地利犹太裔英国历史学家，剑桥大学中世纪史教授，专攻中世纪政治哲学。